# Otkovci
Ne zamenjujte z naseljem Otovci.
Otkovci (madžarsko Újbalázsfalva, prekmursko Otkouvci, nemško Wergelin) so naselje v Porabju na Madžarskem. Nekdaj samostojna vas danes spada pod naselje Števanovci.
Vas je listinah prvič omenjena leta 1548 Berghelen, drugi: 1552 Bergelen, 1593 Bergelen, 1620 Börgelen, v 19. stoletju Otkovitz, Otkovetzi in Otkovecz. Njeni prebivalci so bili do srede 19. stoletja podložniki monošterskega cistercijanskega samostana, potem so spadali upravno k vasi Števanovci, s katere so se Otkovci združili leta 1937. Do leta 1895 je bil ime Börgölin, potem Balázsfalva, do leta 1907 Újbalázsfalva. Leži 5 kilometrov od meje s Slovenijo.